# 桐谷美玲
桐谷 美玲（きりたに みれい、1989年〈平成元年〉12月16日 - ）は、日本のモデル、タレント、女優。前事務所退所後はフリー（株式会社一瞬と永遠エージェント契約）で、おもにモデルとして活動する。
千葉県出身。フェリス女学院大学卒業。前所属はスウィートパワー（2022年3月までの所属）。夫は俳優の三浦翔平。一児の母。

## 来歴

### デビュー前
小学校5年生から中学校2年生まで大阪府高槻市に住んでいた。
2005年、高校1年生の時に自宅への電話によって「千葉のナンバーワン美少女」としてスウィートパワーにスカウトされた。

### スウィートパワー在籍時代
2006年2月公開の映画『春の居場所』でデビュー。同年、連続テレビドラマ『吉祥天女』（テレビ朝日）に出演し、その後も『東京少女』（BS-i）『怪談新耳袋』（BS-i）などに立て続けに出演。この時、女子中学生・高校生向けファッション雑誌『Seventeen』（集英社）第16号（同年4月号）より同誌専属モデルになる。同年10月より『めざましテレビ』（フジテレビ）内のコーナー「早耳トレンドNo.1」にレギュラー出演。
2010年、『音楽人』で映画初主演、『女帝 薫子』（テレビ朝日）で連続ドラマ初主演を果たす。2011年、映画『乱反射』『スノーフレーク』で初出演を飾った。2011年8月31日付で5年半専属モデルを務めたファッション雑誌『SEVENTEEN』を卒業。9月にドキュメント番組『情熱大陸』（毎日放送）で特集が組まれた。
2012年2月、映画で『荒川 アンダー ザ ブリッジ THE MOVIE』『逆転裁判』の個性的な役を演じた。2012年4月のキャスター初挑戦から2018年9月25日まで6年半にわたって『NEWS ZERO』（日本テレビ）の火曜日キャスターを務め、スタジオでのコメントに加えて冠コーナー「桐谷美玲 my generation」を担当し、同年代の若者の間で話題になっている物事、活躍している人などさまざまなテーマを自ら現場取材しリポートした。
芸能活動と学業を両立し、千葉県立千葉東高等学校からフェリス女学院大学へ進学。仕事が多忙になったことに伴う2年の休学期間を挟み、入学から7年をかけて2015年3月に卒業した。4月20日に発売された『non-no』（集英社）2015年6月号において同誌レギュラーモデルを卒業、同日付のブログで発表した。その後も、『GINGER』『BAILA』などのファッション誌でモデルを務める。同年秋には、アメリカの動画配信サービス企業・Netflixのオリジナルドラマ（フジテレビと共同制作）『アンダーウェア』に主演。10月6日、第28回日本メガネベストドレッサー賞の「芸能界部門・女性」を受賞した。
2016年7月放送開始の『好きな人がいること』で、フジテレビ「月9」初主演。同年12月19日、講談社の美容雑誌『VoCE』の選ぶ「2016年最も美しい顔」を受賞。
2022年3月7日、所属事務所スウィートパワーを3月末で退所することが発表された。また、退所後は主にモデルとして活動していくことも明かされた。

### スウィートパワー退所後
2022年4月1日、元東宝芸能マネージャーの長野隆明がCEOを務めるエージェント会社「株式会社一瞬と永遠」とエージェント契約を結んだ
2022年7月にはイベント出演し、出産後初となる公の場に登場した。
2024年3月からは『news every.』（日本テレビ）でキャスター（水・木）に就任したことが発表された。しかし、初週である3月27日と28日に欠席したため、4月3日から出演。

## 私生活
2016年7月期放送の月9ドラマ『好きな人がいること』での共演を機に知り合った俳優の三浦翔平と、2017年初頭より交際に発展し、約1年半の交際期間を経て2018年7月24日に婚姻届を提出し結婚、所属事務所を通じ翌7月25日、三浦との連名で報告した。自身の29歳の誕生日となる同年12月16日にハワイで家族ら近親者のみで挙式し、東京都内のホテルで12月23日に披露宴を行った。
2020年2月4日、第1子妊娠を自身のInstagramで報告。7月6日、第1子男児の出産を自身のInstagramで報告。

## 人物

### 家族
- 父、母、弟[31]がいる。父が福岡県出身のため、幼い頃は年末年始などに、父の実家である福岡の祖父母宅に帰省していた。毎年正月には、千葉の桐谷の実家でも、ブリやかつお菜などが入った博多風の雑煮を食べていたとのこと[32]。母は北海道[33]出身。

### 趣味・特技
- 趣味はサッカー観戦[1]。地元のジェフユナイテッド市原・千葉のサポーター[34]。桐谷自身は運動経験は特になかったというが2023年時点では筋トレとランニングを始めたという[35]。
- 特技はピアノ、ネイルアート[1]。

### 嗜好
- 好きな食べ物は辛いものとクレープ[1]。
- 好きなスポーツはバドミントン[1]。
- 子供の頃からポケットモンスターを遊んでいる。任天堂のゲームソフト『マリオvs.ドンキーコング 突撃!ミニランド』のCM撮影時に任天堂のスタッフに自身が遊んでいる『ポケットモンスター ホワイト』（弟は『ポケットモンスター ブラック』）のことで三つ聞きたいことがあると質問をし、その質問内容が専門的だったため、特別企画で女子大生が訊く『ポケットモンスターブラック・ホワイト』が実現した[31]。
- カラオケでは、モーニング娘。のシャボン玉を熱唱し、石川梨華のパートを得意としている[36]。

### エピソード
- 千葉で暮らしている頃は暗かった性格が、大阪へ引っ越した期間で一気に明るくなったため、再び千葉に戻った際に周囲に驚かれたと語っている[6]。
- 高校時代は途中までラグビー部のマネージャーを務めていた[37]。
- 「この仕事一本でやっていく自信がなく大学へ行った」「結果大学に行って良かった。楽しかった」とインスタライブで明かしている[38]。
- 雑誌で公開した顔のサイズは縦18.5cm、横12cm。
- 視力が弱く、小学生から眼鏡、その後はコンタクトレンズを付けて生活していたが、2022年10月にICL（眼内コンタクトレンズ）の手術を行い、0.06だった視力が1.5まで改善した[39]。

### 評判
- 「ゆるカワ」系のモデルといわれる[40]。

### 交友関係
- 河北麻友子とは公私共に交流があり[41]、「みれまゆ」コンビと呼ばれファンにも親しまれている。仲良くなったきっかけはドラマ『アンダーウェア』での共演[38]。2017年9月2日の「第25回 東京ガールズコレクション 2017 AUTUMN／WINTER」では、ランウェイ上で河北と桐谷が抱き合いキスする場面が見られた[42]。

## 出演
役名太字は、主演作品

### テレビドラマ
- 土曜ミッドナイトドラマ 吉祥天女（2006年4月 - 6月、テレビ朝日） - 麻井由似子 役
- 怪談新耳袋 第5シリーズ（2006年7月8日 - 16日、BS-i） - 佐藤凛 役
- ショートフィルム道 東京少女 #4 ヤドカリ少女（2006年8月20日、BS-i） - カズエ 役
- ほんとにあった怖い話（フジテレビ）
  - 夏の特別編2006「6番の部屋」（2006年8月22日） - 長澤美奈子 役
  - 15周年スペシャル「腕をちょうだい」（2014年8月16日） - 滝本理沙 役
- 恋する日曜日 ニュータイプ 第6話 想いを告白せよ！（2006年11月11日、BS-i） - 森江加奈子 役
  - 恋する日曜日 第3シリーズ レンズ越しの恋（2007年1月27日、BS-i） - 三ノ宮なつき 役
- 風の来た道（2007年1月6日、NHK総合） - 白石文江 役
- きらきら研修医 第7話（2007年2月22日、TBS） - 藤野カナ 役
- 花ざかりの君たちへ〜イケメン♂パラダイス〜（2007年7月 - 9月、フジテレビ） - 尼崎カンナ 役
  - 花ざかりの君たちへ〜イケメン♂パラダイス〜スペシャル（2007年10月12日、フジテレビ）
- 土曜プレミアム 出るトコ出ましょ!（2007年9月22日、フジテレビ） - 藤野麻里子 役
- ドラマ スペシャル 男装の麗人〜川島芳子の生涯〜（2008年12月6日、テレビ朝日） - 脇坂文代 役
- NTTドコモドラマ スペシャル チャンス!〜彼女が成功した理由〜（2009年3月7日・14日、フジテレビ） - 蛯原亜梨沙 役
- 帰ってこさせられた33分探偵 第11話（2009年4月4日、フジテレビ） - 倉吉紀美 役
- LOVE GAME 第9話（2009年6月18日、読売テレビ） - 大塚穂波 役
- 土曜ドラマ オトメン（乙男）〜夏〜（2009年8月 - 9月、フジテレビ） - 小針田雅 役
  - 土曜ドラマ オトメン（乙男）〜秋〜（2009年10月 - 11月、フジテレビ）
- 第9回テレビ朝日21世紀新人シナリオ大賞 臨月の娘（2010年3月6日、テレビ朝日） - 真野千鶴 役
- 日曜ナイトドラマ 女帝 薫子（2010年4月 - 6月、テレビ朝日） - 西村紗也 役
- 夏の恋は虹色に輝く（2010年7月 - 9月、フジテレビ） - 宮瀬桜 役
- ザ・ミュージックショウ（2011年1月2日、日本テレビ） - 山崎薫 役
- 荒川アンダー ザ ブリッジ（2011年7月 - 9月、MBS） - ニノ 役
- HUNTER〜その女たち、賞金稼ぎ〜（2011年10月 - 12月、関西テレビ） - 本村純 役
- 金曜ナイトドラマ 13歳のハローワーク（2012年1月 - 3月、テレビ朝日） - 真野翔子 役
- GTO 秋も鬼暴れスペシャル（2012年10月2日、関西テレビ） - 藤崎志乃美 役
- あぽやん〜走る国際空港（2013年1月 - 3月、TBS） - 森尾晴子 役
- 金曜ロードSHOW! チープ・フライト（2013年3月1日、日本テレビ） - 倉持友花 役
- ガリレオ 第2シーズン 第五章「念波る」（2013年5月13日、フジテレビ） - 磯谷若菜・三上春菜 役（二役）
- 斉藤さん2（2013年7月 - 9月、日本テレビ） - 山内摩耶 役
- 安堂ロイド〜A.I. knows LOVE?〜（2013年10月 - 12月、TBS） - 謎の美少女 役
- 大河ドラマ 軍師官兵衛（2014年2月 - 6月、NHK） - だし 役
- 金曜ナイトドラマ 死神くん （2014年4月 - 6月、テレビ朝日） - 監死官 役
- プレミアムドラマ 終の棲家（2014年7月20日・27日、NHK BSプレミアム） - 麻倉智子 役
- 地獄先生ぬ〜べ〜（2014年10月 - 12月、日本テレビ） - 高橋律子 役
- 金曜ナイトドラマ「スミカスミレ 45歳若返った女」（2016年2月 - 3月、テレビ朝日） - 如月すみれ 役
- 好きな人がいること（2016年7月 - 9月、フジテレビ） - 櫻井美咲 役[43][16]
- 人は見た目が100パーセント（2017年4月 - 6月、フジテレビ） - 城之内純 役[44]
- 民衆の敵〜世の中、おかしくないですか!?〜 第1話（2017年10月23日、フジテレビ） - オペレーター 役

### 映画
- 春の居場所（2006年2月11日、カエルカフェ） - 青山 役
- 赤い文化住宅の初子（2007年5月12日、スローラーナー） - 山口 役
- 同級生（2008年5月10日、エスピーオー） - 早川希実 役
- 体育館ベイビー（2008年5月10日、エスピーオー） - 早川希実 役
- 山形スクリーム（2009年8月1日、ギャガ） - 鏑木宙子 役
- 誰かが私にキスをした（2010年3月27日、東映） - ユミ 役
- 音楽人（2010年5月15日、Thanks Lab.） - 水野詩音 役 ※佐野和真とダブル主演
- 君に届け（2010年9月25日、東宝） - 胡桃沢梅 役
- ジーン・ワルツ（2011年2月5日、東映） - 青井ユミ 役
- ランウェイ☆ビート（2011年3月19日、松竹） - 立花美姫 役
- 乱反射（2011年8月6日、スタイルジャム） - 嘉瀬志摩 役
- スノーフレーク（2011年8月6日、スタイルジャム） - 真乃 役
- うさぎドロップ（2011年8月20日、ショウゲート） - 河地カズミ 役
- 荒川 アンダー ザ ブリッジ THE MOVIE（2012年2月4日、ソニー・ピクチャーズ エンタテインメント） - ニノ 役
- 逆転裁判（2012年2月11日、東宝） - 綾里真宵 役
- ツナグ（2012年10月6日、東宝） - 日向キラリ 役
- 新しい靴を買わなくちゃ（2012年10月6日、東映） - 八神鈴愛 役
- 100回泣くこと（2013年6月22日、ショウゲート） - 沢村佳美 役 ※ 大倉忠義とダブル主演
- あさひるばん（2013年11月29日、松竹） - 有三子 役
- チームバチスタFINAL ケルベロスの肖像（2014年3月29日、東宝） - 別宮葉子 役
- 女子ーズ（2014年6月7日、キングレコード） - 赤木直子 / 女子・レッド 役
- 暗殺教室（2015年3月21日、東宝） - 雪村あぐり 役[注 1][45]
- 恋する♡ヴァンパイア（2015年4月17日、ファントム・フィルム） - キイラ 役
- ヒロイン失格（2015年9月19日、ワーナー・ブラザース） - 松崎はとり 役
- 暗殺教室 -卒業編-（2016年3月25日、東宝） - 雪村あぐり 役[46]
- リベンジgirl（2017年12月23日、ソニー・ピクチャーズ エンタテインメント） - 宝石美輝[47]

### Web映画
- 赤ずきん、旅の途中で死体と出会う。（2023年9月14日配信、Netflix） - 魔法使い・テクラ 役[48][49]

### Webドラマ
- HAVE YOUR MEASURE きっかけは、フジテレビ。THE SHORT MOVIE エピソード2 metamorphosis（2007年、フジテレビ） - 石原愛 役
- teddy bear（2008年4月 - 、魔法のiらんど） - 鈴木晴奈 役[50][51]
- ケータイ小説 ドロップ（2008年8月 - 、2007年度ポケスペ小説大賞） - 朝倉みさき 役　※黒川芽以とダブル主演[52]
- ヘンチメン（2011年2月 - 、LISMOドラマ） - 典子 役[53]
- NOTTV開局記念ドラマ シニカレ（2012年5月 - 8月、NOTTV） - 榎本ルリ子 役　※藤ヶ谷太輔とダブル主演[54]
- ラブ・スウィング〜色々な愛のかたち〜（2012年12月 - 、BeeTV） - 柄谷里穂 役[55]
- アンダーウェア（2015年9月 - 11月、全13話、Netflix） - 時田繭子 役 ※配信後にフジテレビ系列で放送（2015年11月13日 - 12月4日、全4話再編集版）[14][56]

### 舞台
- 新・幕末純情伝（2012年7月12日 - 22日、シアターコクーン） - 沖田総司 役[57]
- 飛龍伝21 〜殺戮の秋（2013年10月5日 - 20日、青山劇場） - 神林美智子 役[58]

### 劇場アニメ
- 名探偵コナン 11人目のストライカー（2012年4月14日、東宝） - 香田薫 役[59]
- それいけ!アンパンマン ロボリィとぽかぽかプレゼント（2023年6月30日、東京テアトル） - ロボリィ 役

### ゲーム
- レイトン教授VS逆転裁判（2012年11月29日、レベルファイブ・カプコン） - 綾里真宵 役
- ドラゴンクエストヒーローズ 闇竜と世界樹の城（2015年2月26日、スクウェア・エニックス） - メーア 役
- ドラゴンクエストヒーローズII 双子の王と予言の終わり（2016年5月27日、スクウェア・エニックス） - メーア 役

### 吹き替え
- 金曜ロードショー トワイライト特別版（2010年11月12日、日本テレビ） - ベラ・スワン〈クリステン・スチュワート〉役

### テレビ番組
- めざましテレビ「早耳トレンドNo.1」コーナー（2006年10月 - 2007年3月、フジテレビ）
- 激モテ!セブンティーン学園（2009年7月 - 2010年3月、BS-TBS） - MC
- NEWS ZERO（2012年4月3日 - 2018年9月25日、日本テレビ） - 火曜パートナー[10][11]
- FIFAクラブワールドカップ2016（2016年12月、日本テレビ） - 中継キャスター [60]
- 異世界コント番組『続・猿以外の惑星』（2019年9月8日、NHKBSプレミアム）- ストーリーテラー
- 世界アッパレ女性列伝 SDGsバラエティ「生様様様」（2022年3月10日、フジテレビ） - MC
- news every.（2024年3月25日 - 、日本テレビ） - キャスター（水・木）[61]

### ドキュメンタリー・教養
- 情熱大陸（2011年9月4日、毎日放送）
- NNNドキュメント15 産みの選択 お腹の赤ちゃん　揺れる命（2015年5月17日、日本テレビ） - ナレーション担当
- 桐谷美玲のハワイで幸せになる法則（2017年4月29日、BS日テレ）

### CM
- グリコ乳業 カフェオーレ（2006年8月 - 2007年7月）
- ベネッセコーポレーション 進研ゼミ高校講座（2008年2月 - 4月）
- NTTドコモ 「STYLE JUMP UP！マキ」篇（2010年2月 - 5月 ）
- ブルボン
  - アーモンドラッシュ（2010年8月 - 2012年2月）
  - ブリリアントトリュフ（2012年9月 - 2013年2月）
  - プチクマプチシリーズ（2013年3月 - 8月）
  - ビスケットシリーズ（2014年1月 - ）
  - ラシュクーレショコラ（2015年9月 - ）[62]
  - エクセレントスイーツシリーズ（2018年9月 - )
  - ブルボンビスケット王朝 三つの王家の戦いキャンペーン（2022年2月 - ）[63]
- 任天堂
  - ニンテンドーDS用ソフト マリオvs.ドンキーコング 突撃!ミニランド（2010年11月 - 2011年3月）
  - ニンテンドーDS用ソフト ポケットモンスター ブラック・ホワイト（2010年12月 - 2011年3月）
- 東京ガス ガスパッチョ「東京ガスストーリー」（2011年1月 - 2012年9月）
- サントリーフーズ ペプシドライ（2011年5月 - 8月）
- エースコック はるさめシリーズ（2011年8月 - 2012年7月）
- 三井住友海上あいおい生命保険（2011年7月 - ）
- コーセー（2012年1月 - 2019年1月)
  - Fasio（2012年1月 - 2015年6月）
  - HAPPY BATH DAY Precious Roseイメージキャラクター (2013年1月 - )
  - ネイチャー アンド コーイメージキャラクター（2014年8月 - ）
  - メンズソフティモ（2013年10月 - ）
  - コーセー「70周年CM」（2016年3月 - ）
- ダイハツ工業
  - キャンペーンCM「乗るほど! 木になる! 試乗会 店長室」篇（2012年1月 - 6月）
  - ミラココア（2012年4月 - 2014年1月）
- アサヒ飲料
  - フォション オテマエド パリ（2012年1月 - 2013年1月）
  - フォション アップルネクターティー（2012年3月 - 2013年1月）
- ライオン アクロン（2012年9月 - 2019年9月）※2013年10月から12月までは上記のとおり、自身出演のミラココアとのコラボレーションもした。
- キヤノン PIXUS（2012年9月 - 2015年8月）
- 武田薬品工業 アリナミンRオフ（2013年4月 - 2015年5月）
- サッポロビール 極ZERO（2013年6月 - 2018年6月）
- ジェットスター・ジャパン（2014年2月 - 2017年1月）[64][65]
  - 「グルメ」篇 / 「ホテル」篇 / 「コンビニ」篇
  - 「サイテー」篇 / 「ダイホク」篇（2015年11月 - ）[66]
- ポッカサッポロフード&ビバレッジ GREEN SHOWER （2014年4月 - ）
- ソフトバンク Y!mobile（2016年2月 - 2019年2月）[67] - 2017年7月31日にはプロ野球福岡ソフトバンクホークス対北海道日本ハムファイターズ戦（東京ドーム）で始球式を務めた[68]。
- HOYA「eyecity」（2017年3月 - 2021年3月）
- 大垣書店 花鈴のマウンド（2018年6月 - ）
- キリンビール 淡麗グリーンラベル「GREEN JUKEBOX 時篇」（2018年11月13日 - 2019年3月）[69]
- リクルートマーケティングパートナーズ「スタディサプリENGLISH」（2019年4月1日 - ）[70]
- ネイチャーラボ ダイアン パーフェクトビューティー「ダイアンミラクルユー ティザー」篇 / 「ダイアンミラクルユー」篇 / 「ダイアンミラクルユー ヘアセラム」篇（2019年8月5日 - ）[71]
- ミツカン フルーティス「新選択」篇（2021年3月27日 - ）[72]

### PV
- ひいらぎ「かけら」（2009年8月26日）
- KG「いとしすぎて duet with Tiara」（2010年2月3日）※配信曲

### ラジオ番組
- 桐谷美玲のラジオさん。（2010年4月6日 - 2015年3月25日）、文化放送、レコメン!内）
  - 桐谷美玲のラジオさん。リターンズ☆ （2015年9月12日）文化放送[73]

### スチール
- 秋の全国火災予防運動 ポスター（2007年、全国消防協会）
- 2013年度消防試験研究広報ポスター（2013年、消防試験研究センター）

### イメージキャラクター
- PARCO 「PARCO SWIM DRESS」（2010年）
- ジャストシステム「こちらジャストシステム営業部特命課」等（2011年12月 - 2012年12月）[74]
- グンゼ「BODY WILD」（2012年1月 - 2013年1月）
- 東建コーポレーション「ホームメイト」（2012年12月 - ）[75]
- COCODEAL（2013年9月 - 12月）
- PUMA「PLAY TIME」（2013年11月 - 2014年10月）
- 総務省統計局 「経済センサス」（2014年）[76]
- 青山商事「NEXT BLUE」（2014年2月 - 2016年2月）[77]
- ウエニ貿易（2014年11月 - 2018年1月）Angel Heart イメージキャラクター
- C CHANNEL（2016年10月 - 12月）
- JOYSOUNDサポーター（2018年6月 - 2019年4月）
- ハリー・ポッター魔法ワールド公式アンバサダー（2018年9月 - 12月）

## 書籍

### 写真集
- 美玲さんの生活。（2009年8月18日、集英社） ISBN 9784087805352
- 美玲さんの生活。super!（2011年1月28日、集英社） ISBN 9784087805932
- CINEMA×桐谷美玲 Making of 「乱反射 and スノーフレーク」 Official Book（2011年7月29日、角川グループパブリッシング）ISBN 9784046214188
- 桐谷美玲2013カレンダーフォトBOOK（2012年10月12日、集英社）ISBN 9784081021505
- ファースト写真集『失恋、旅行、パリ。』（2014年12月11日、講談社）ISBN 9784062191494

### 雑誌連載
- Seventeen（2006年16号 - 2011年12月号、集英社） - 専属モデル
- non-no（2012年3月号 - 2015年6月号[13]、集英社） - レギュラーモデル
- GINGER（2016年10月号 -2024年2・3月合併号） - レギュラーモデル
- BAILA（2017年2月号 -2025年5月号） - カバーモデル

## ディスコグラフィ
- シングル「Sweet&Bitter」【完全生産限定盤】（2011年7月27日、エピックレコードジャパン） - オリコン最高位47位。DVD、写真集付き。[78]
  1. サヨナラまでのあいだ - 映画『スノーフレーク』挿入歌
  2. スノーフレーク - 映画『スノーフレーク』主題歌
  3. 乱反射 - 映画『乱反射』主題歌

## 受賞歴
- 第11回COTTON USAアワード（2014年） - Miss COTTON USA[79]
- 第19回ネイルクィーン（2014年） - 女優部門[80]
- ベストカラアゲニスト（2014年・2015年） - モデル部門[81][82]
- 第28回日本メガネベストドレッサー賞（2015年） - 芸能人部門（女性）[15]
- 第17回ベストフォーマリスト賞（2016年） - 女性部門[83]
- VoCEが選ぶ「2016年最も美しい顔」[17]
- ベストカラアゲニスト（2016年 - 2018年） - 女優部門